# Ajahn Thanissaro

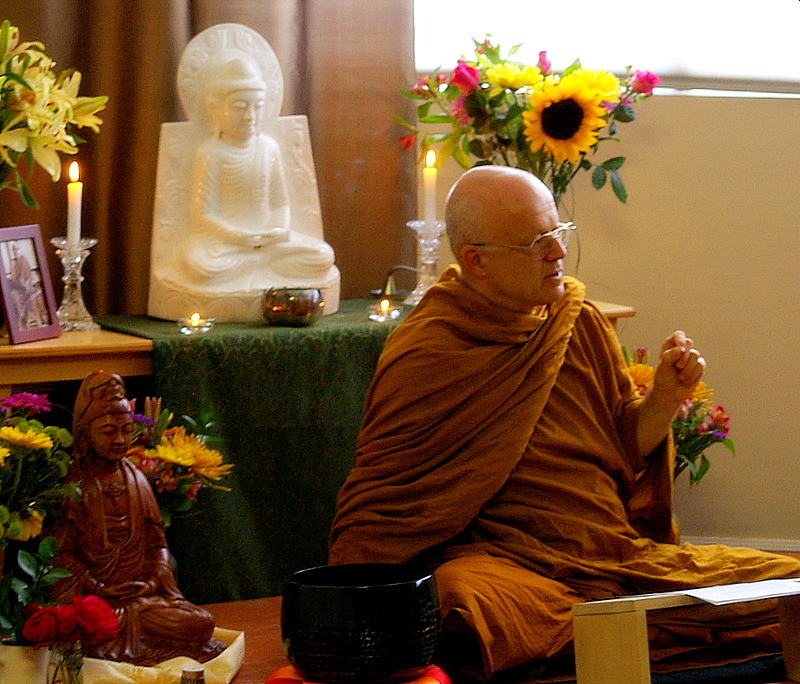
Ajaan Thanissaro

Thanissaro Bhikkhu (nascido Geoffrey DeGraff em 1949) é um monge teravada estadunidense, aluno de Ajaan Fuang Jotiko (discipulo de Ajahn Lee). Atualmente é o abade do Monastério de Floresta Metta (Metta Forest Monastery) em San Diego.
Depois de estudar História Intelectual da Europa no Oberlin College, viajou para a Tailândia e começou a estudar meditação com Ajahn Fuang. Ordenou-se em 1976, em Wat Asokaram. Em 1991 viajou para a California para ajudar a estabelecer o Monastério de Floresta Metta, de onde se tornou abade em 1993. 

## Livros traduzidos para o português[3]
- O Nobre Caminho Óctuplo: Um Guia para o Despertar.;
- A Respiração como um Refúgio: Retiro 2016;
- Estratégia Nobre: Ensaios sobre o Caminho Budista;
- A Cada Respiração: Um Guia de Meditação.